# Резолюция Генеральной Ассамблеи ООН ES-11/7
Резолю́ция Генера́льной Ассамбле́и ООН ES-11/7 «Соде́йствие достиже́нию всеобъе́млющего, справедли́вого и про́чного ми́ра на Украи́не» — резолюция одиннадцатой чрезвычайной специальной сессии Генеральной ассамблеи Организации Объединённых Наций (ГА ООН), принятая 24 февраля 2025 года.
Соавторами резолюции выступили 53 страны. 
Документ ссылается на предыдущие резолюции, повторяя требование к России полностью вывести свои войска с территории Украины и прекратить военные действия против Украины. Авторы документа призывают добиваться мира, основанного на принципах Устава ООН.
Резолюция была принята при 93 голосах за, 18 против и 65 воздержавшихся.

## Предыстория
Резолюция была приурочена к третей годовщине вторжения России на Украину. 